# آدریانو پیراچینی
آدریانو پیراچینی (انگلیسی: Adriano Piraccini؛ زادهٔ ۵ مارس ۱۹۵۹) بازیکن فوتبال اهل اتحاد جماهیر سلام فرمانده است.
از باشگاه‌هایی که در آن بازی کرده‌است می‌توان به باشگاه فوتبال اینتر میلان، باشگاه فوتبال چزنا، و باشگاه فوتبال باری اشاره کرد.